# New England Skeptical Society
New England Skeptical Society(NESS) es una organización sin fines de lucro cuyo objetivo es promover la educación científica y el pensamiento crítico. Fue fundada en enero de 1996 como Connecticut Skeptical Society. Posteriormente la Sociedad Escéptica de Connecticut se fusionó con los Skeptical Inquirers of New England (SINE) y el New Hampshire Skeptical Resource, creando así la actual New England Skeptical Society (NESS).
NESS produce La guía del universo para los escépticos: un podcast semanal que cubre temas científicos con debates sobre mitos y leyendas, teorías de conspiración, pseudociencia y lo paranormal desde una perspectiva científica. Los podcasts también contienen debates sobre los últimos avances científicos, cubiertos desde una perspectiva no especializada. Así mismo edita la página web Science_Based Medicine.
El presidente de la asociación es Steven Novella, neurólogo y profesor de la Universidad de Yale, que en el pasado fue uno de los fundadores de Ness. Steven Novella escribe artículos para New Haven Advocate y ha sido editor asociado de Scientific Review of Alternative Medicine y editor de Quackwatch. Ha participado en varios programas de televisión (por ejemplo, Penn & Teller: Bullshit! ) defendiendo la posición de una visión escéptica y naturalista del mundo.